# Incontri internazionali di rugby a 15 di fine anno 1996
Questa voce contiene una lista degli incontri degli Autumn International (Springtime Tour nell'emisfero sud) di rugby a 15 svolti nel 1996.

## Contesto
Nel 1996, l'Autumn International si sovrappone all'Heineken Cup. A causa di questi impegni e di quelli di campionato, molti club si rifiutano di mettere a disposizione i propri giocatori e alcuni test ufficiali si svolgono in turni infrasettimanali. Inoltre, molti club inglesi di prima e seconda divisione non mettono a disposizione i giocatori delle quattro selezioni regionali inglesi (North, South West, Midlands e London Counties), che affrontano quindi Argentina, Sudafrica "A", New Zealand Barbarians e Queensland con formazioni di livello inferiore.
È assente la Nuova Zelanda (almeno in veste ufficiale), mentre il Sudafrica schiera due squadre: la selezione ufficiale e una squadra denominata A.

## Elenco degli incontri
| Arbitro: | George Gadjovich |

|                               |      |                                   |
| I.Evans, G.Thomas, B.Williams | mt   | A.benazzi, S. Glas 2, JL Sadourny |
| Neil Jenkins 3                | tr   | Richard Dourthe 4                 |
| Neil Jenkins 4                | c.p. | Richard Dourthe 4                 |

| Arbitro: | Naiko Saito |

|             |      |                                        |
| Chris Jones | mt   | Tuilevu 3, Bari 2 Naevo, Rayasi Nagicu |
|             | tr   | N.Little 6                             |
| Rick Muik 2 | c.p. | N.Little 4                             |

| Hong Kong 1º ottobre 1996 | Hong Kong Dev. XV | 3 – 92 | Figi XV | Aberdeen Stadium |

| Arbitro: | Shinchi Iwashita |

|                |      |                         |
| Davis, Tu'ivai | mt   | Bari, Nasilasila, Rouse |
|                | tr   | Nicky Little 2          |
| Warner 2       | c.p. | Nicky Little 6          |

| Arbitro: | Carl Spannenberg |

|                   |      |                        |
| I.Francescato     | mt   | James, Gareth Thomas 2 |
| Diego Domínguez   | tr   | Neil Jenkins 2         |
| Diego Domínguez 5 | c.p. | Neil Jenkins 4         |

| Zagabria 5 ottobre 1996 | Croazia | 0 – 8 | Slovenia |  |

| Catania 19 ottobre 1996 | Italia A | 19 – 55 | Australia XV |  |

| Arbitro: | Don Reordan |

|                                 |      |                                     |
| Stefano Bordon, Diego Domínguez | mt   | Tim Horan, Daniel Manu David Wilson |
| Diego Domínguez                 | tr   | Matt Burke 4                        |
| Diego Domínguez                 | c.p. | Matt Burke 4                        |
| Diego Domínguez                 | drop |                                     |

| Arbitro: | J. Pearson |

|         |      |                                 |
| Smith   | mt   | Horan 2, Burke, Connors, Payne; |
|         | tr   | Burke 5                         |
| Hodge 4 | c.p. | Burke 4                         |
| Hodge   | drop |                                 |

| Arbitro: | Wayne Erickson |

|              |      |                                 |
| Bari, Niqara | mt   | Cashmore, Coffin Going, Mathews |
|              | tr   | Tony Brown                      |
|              | c.p. | Tony Brown                      |

| Cambridge 2 novembre 1996 | Università di Cambridge | 11 – 57 | Sudafrica A |  |

| Arbitro: | A. Watson |

|             |      |                                     |
| Logan       | mt   | Connors, Manu, Wilson Knox, Campese |
| Donaldson   | tr   | Knox 3                              |
| Donaldson 4 | c.p. | Knox 2                              |

| Bedford 4 novembre 1996 | Bedford | 21 – 47 | Sudafrica A |  |

| Arbitro: | T Rowlands |

|          |      |                       |
|          | mt   | Williams, Magro, Roff |
|          | tr   | Wallace 2             |
| Parker 3 | c.p. | Wallace 2             |

| 5 novembre 1996 | Tongan Barbarians | 19 – 26 | New Zealand Māori |  |

| Rosario 5 novembre 1996 | Rosario | 36 – 45 | Sudafrica XV | Duendes RC |

| Oxford 5 novembre 1996 | Università di Oxford | 27 – 58 | Samoa XV |  |

| Cambridge 6 novembre 1996 | Cambdrige University | 41 – 76 | French Barbarians |  |

| Hawick 8 novembre 1996 | Scozia A | 32 – 19 | Sudafrica A |  |

| NNuku A'lofa 8 novembre 1996 | Tonga          | 20 – 29 | New Zealand Māori | \| Arbitro: \| Peter Marshall \| |
| Arbitro:                     | Peter Marshall |         |                   |                                  |

| Arbitro: | Patrick Thomas |

|                           |      |                            |
| Kenny Logan, Tony Stanger | mt   | Dan Herbert, Warwick Waugh |
|                           | tr   | Matt Burke 2               |
| Rowen Shepherd 3          | c.p. | Matt Burke 5               |

| Arbitro: | Jim Fleming |

|                      |      |                                                                                       |
| G.Camardon, R.Martin | mt   | Andrews, A.Joubert le Roux, J.Small Joost van der Westhuizen, A.Venter 1 meta tecnica |
| Cilley               | tr   | Honyball 3, A.Joubert                                                                 |
| Cilley               | c.p. | Honyball                                                                              |

| Cork 9 novembre 1996 | Munster Rugby | 25 – 35 | Samoa XV |  |

| Madrid 10 novembre 1996 | Spagna | 31 – 20 | Portogallo | Campo Universitario |

| Arbitro: | S. Borsani |

|               |      |                                 |
| Paul Wallace  | mt   | Leaupepe, Patu So'oalo, Vaega 2 |
| Simon Mason   | tr   | Earl Va'a 3                     |
| Simon Mason 6 | c.p. | Earl Va'a 3                     |

| 12 novembre 1996 | Irlanda A | 28 – 25 | Sudafrica A |  |

| Mendoza 12 novembre 1996 | Cuyo | 19 – 89 | Sudafrica XV | Mendoza Rugby Club |

| Galway 13 novembre 1996 | Connacht Rugby | 20 – 37                          | Australia XV |  |
| \| \| \| \| \| Leahy \| mt \| Cregan 2, Finegan Gavin, Murdoch \| \| \| tr \| T Wallace 3 \| \| Elwood \| c.p. \| T. Wallace 2 \| |                |                                  |              |  |
| |                |                                  |              |  |
| Leahy | mt             | Cregan 2, Finegan Gavin, Murdoch |              |  |
| | tr             | T Wallace 3                      |              |  |
| Elwood | c.p.           | T. Wallace 2                     |              |  |

| Belfast 16 novembre 1996 | Ulster | 26 – 39 | Australia XV | Ravenhill |

| Arbitro: | Edward Murray |

|                            |      |                                             |
| N.Fernadez Miranda, Martin | mt   | Kruger 2, le Roux Mulder, Olivier, A.Venter |
| Jose Cilley                | tr   | Henry Honiball 4                            |
| Cilley, Quesada            | c.p. | Henry Honiball 2                            |

| Oxford 16 novembre 1996 | Università di Oxford | 12 – 49 | Sudafrica A | Ifley Road |

| Londra 17 novembre 1996 | Sarancens | 5 – 28 | Queensland | Enfield |

| Arbitro: | A Lewis |

|              |      |                   |
| Beim, Morris | mt   | Murray, Constable |
| Mandrusiak   | tr   | Stocks            |
| Stocks2      | c.p. | Mandrusiak 5      |

| Arbitro: | G Simmonds |

|                   |      |                                                 |
| Rushin, Alexander | mt   | Bartolucci, Travaligni Bouza 3, Jurado Solari 2 |
| Raymond 2         | tr   | Quesada 7                                       |
| Raymond 2         | c.p. | Quesada 3                                       |

| Arbitro: | N Lasaga |

|         |      |                                          |
| Maunder | mt   | Kayser 3, Goosen 2 Louw, Santon, Moolman |
|         | tr   | Koen 5                                   |
| Green 4 | c.p. | Koen 4                                   |
| Green   | drop |                                          |

| Londra 23 novembre 1996 | London Counties | 17 – 43 | Sudafrica A |  |

| Arbitro: | P Adams |

|  |    |                                                                               |
|  | mt | Blowers 3, Vidiri 3, Cullen 2 Brooke, Randell, Brown Mika, Spencer, Robinson. |
|  | tr | Spencer 7, Mehrtens                                                           |

| Redruth 24 novembre 1996 | South West England | 17 – 25 | Argentina XV | Redruth RFC |

| Coventry 30 novembre 1996 | Midlands | 7 – 62 | Sudafrica A |  |

| Arbitro: | Brian Campsall |

|              |      |              |
|              | mt   | David Knox   |
|              | tr   | Matt Burke   |
| Paul Burke 4 | c.p. | Matt Burke 5 |

| Tolone 23 novembre 1996 | French Barbarians | 30 – 22 | Sudafrica XV |  |

| Arbitro: | Pablo De Luca |

|                                                              |      |                           |
| Dallaglio, Gomarsall 2 Johnson, Rodber Sheasby, Sleightholme | mt   | Arancio, Troncon, Vaccari |
| Mike Catt 5                                                  | tr   | Dominguez 3               |
| Mike Catt 3                                                  | c.p. |                           |

| Arbitro: | J.Pearson |

|                    |      |                  |
| G Evans 2, R Evans | mt   | Paramore, Sooalo |
| Botica             | tr   | Va'a             |
| Botica 2           | c.p. | Va'a             |

| Limerick 26 novembre 1996 | Munster Rugby | 19 – 55                                                | Australia XV |  |
| \| \| \| \| \| Keane \| mt \| Campese 2, Murdoch 2 Finegan, Kefu, Little Payne, Tune \| \| Keane \| tr \| Larkham 5 \| \| Keane 3 \| c.p. \| \| \| Murray \| drop \| \| |               |                                                        |              |  |
| |               |                                                        |              |  |
| Keane | mt            | Campese 2, Murdoch 2 Finegan, Kefu, Little Payne, Tune |              |  |
| Keane | tr            | Larkham 5                                              |              |  |
| Keane 3 | c.p.          |                                                        |              |  |
| Murray | drop          |                                                        |              |  |

| Cardiff 26 novembre 1996 | Cardiff RFC | 29 – 53 | Samoa XV | National Stadium |

| Lione 26 novembre 1996 | Comité Lyonnais | 20 – 36 | Sudafrica XV |  |

| Northampton 27 novembre 1996 | Midlands | 24 – 90                                                                        | Argentina XV |  |
| \| \| \| \| \| Kilford 2, Horrobin \| mt \| Bouza, Llanes, Promanzio 2 Simone 4, Giannantonio 3 Grau, Bartolucci, Albanese \| \| Harris 3 \| tr \| Quesada 10 \| \| Harris \| c.p. \| \| |          |                                                                                |              |  |
| |          |                                                                                |              |  |
| Kilford 2, Horrobin | mt       | Bouza, Llanes, Promanzio 2 Simone 4, Giannantonio 3 Grau, Bartolucci, Albanese |              |  |
| Harris 3 | tr       | Quesada 10                                                                     |              |  |
| Harris | c.p.     |                                                                                |              |  |

| Newbury 28 novembre 1996 | South West England | 9 – 30 | Queensland |  |

| Newbury 29 novembre 1996 | Newbury | 21 – 35 | Samoa XV |  |

| Coventry 30 novembre 1996 | Midlands | 7 – 62 | Sudafrica A |  |

| Waterloo 27 novembre 1996 | Belgio | 13 – 66 | Francia Militare |  |

| Arbitro: | Brian Stirling |

|                   |      |                            |
|                   | mt   | Andre Joubert, James Small |
| Richard Dourthe 4 | c.p. | Henry Honiball 4           |

| Arbitro: | C Thomas |

|                          |      |                                                             |
| Sleightholme 46', Tries: | mt   | Brooke 7', Blowers 41' Stimpson 51' Spencer 75', Vidiri 79' |
|                          | tr   | Spencer 75                                                  |
| Catt 2', 33', 40'        | c.p. | Mehrtens 25, 54                                             |

| Arbitro: | Iain Ramage |

|                   |      |                                       |
| Gareth Thomas     | mt   | Mike Brial, Matt Burke 1 meta tecnica |
| Jonathan Davies   | tr   | Matt Burke 2                          |
| Jonathan Davies 4 | c.p. | Matt Burke 3                          |

| Arbitro: | D.Menè |

|           |      |                                                            |
| Monaghan  | mt   | Solari 2, Soler 2, Viel Bouza 2, Simone Grau, Giannantonio |
| Stabler   | tr   | Cilley 7                                                   |
| Stabler 3 | c.p. |                                                            |

| Arbitro: | D. Chapman |

|                         |      |               |
| Callard, Penalty, Yates | mt   | M Fatialofa 2 |
| Callard 3               | tr   | Va'a 2        |
| Callard 5               | c.p. | Va'a          |

| Londra 2 dicembre 1996 | London Counties | 16 – 64 | Queensland | Twickhenham |

| Lilla 3 dicembre 1996 | Francia Universitaria | 20 – 13 | Sudafrica XV |  |

| Pontypridd 4 dicembre 1996 | Pontypridd | 19 – 28 | Queensland |  |

| Plymouth 4 dicembre 1996 | Combined Services | 6 – 52 | Argentina XV |  |
| \| \| \| \| \| \| mt \| Facundo Soler, Pablo Bouza 2, Francisco Garcia, Diego Albanesi, Lisandro Arbizu, Martin, Carlos Promanzio \| \| \| tr \| Gonzalo Quesada 6 \| \| 2 \| c.p. \| \| |                   | |              |  |
| |                   | |              |  |
| | mt                | Facundo Soler, Pablo Bouza 2, Francisco Garcia, Diego Albanesi, Lisandro Arbizu, Martin, Carlos Promanzio |              |  |
| | tr                | Gonzalo Quesada 6                                                                                         |              |  |
| 2 | c.p.              | |              |  |

| Leicester 6 dicembre 1996 | Leicester/Northampton | 20 – 33 | Samoa XV | Welford Road |

| Arbitro: | Ed Morrison |

|                     |      |                              |
| Bateman, S Quinnell | mt   | Burke 2, Roff Campese, Horan |
| Andrew              | tr   | Burke 4                      |
|                     | c.p. | Burke 2                      |

| Arbitro: | Derek Bevan |

|                   |      |                  |
|                   | mt   | James Dalton     |
|                   | tr   | Henry Honiball   |
| Richard Dourthe 4 | c.p. | Henry Honiball 4 |

| Cardiff 9 dicembre 1996 | Cardiff RFC | 7 – 40 | Sudafrica A |  |

| Londra 10 dicembre 1996 | Richmond | 12 – 32 | Samoa XV |  |

| Arbitro: | J Kaplan |

|           |      |                           |
| Hackney   | mt   | Hasan, Soler meta tecnica |
| Grayson   | tr   | Cilley                    |
| Grayson 5 | c.p. |                           |

| Arbitro: | D. McHugh |

|                 |      |                                     |
| Bromley, Healey | mt   | Krige 2, Goosena Hendricks, Erasmus |
| Mapletoft 2     | tr   | Koen 2                              |
| Mapletoft 2     | c.p. | Koen 2                              |

| Arbitro: | W. Henning |

|                            |           |                 |
| mete: Leonard c.p.: Catt 5 | Marcatori | c.p.: Quesada 6 |

| Arbitro: | D.Gillet |

|                         |      |              |
| Logan 2, Stanger, Stark | mt   | meta tecnica |
| Chalmers 3              | tr   | Dominguez    |
| Sheperd                 | c.p. | Dominguez 4  |
|                         | drop | Dominguez    |

| Swansea 14 dicembre 1996 | Emerging Wales | 26 – 42 | Sudafrica A | St. Helen's\| Arbitro: \| Doug Chapman \| |
| Arbitro:                 | Doug Chapman   |         |             |                                           |

| Arbitro: | Steve Lander |

|                |      |                                                            |
| AC Thomas      | mt   | Andre Joubert Jacques Olivier 9.Joost van der Westhuizen 3 |
|                | tr   | Henry Honiball 2, Andre Joubert                            |
| Neil Jenkins 5 | c.p. | Henry Honiball 2                                           |